# Люнак
Люна́к (фр. и окс. Lunac) — коммуна во Франции, находится в регионе Окситания. Департамент — Аверон. Входит в состав кантона Нажак. Округ коммуны — Вильфранш-де-Руэрг.
Код INSEE коммуны — 12135.
Коммуна расположена приблизительно в 520 км к югу от Парижа, в 90 км северо-восточнее Тулузы, в 39 км к западу от Родеза.

## Население
Население коммуны на 2008 год составляло 450 человек.
| 1962 | 1968 | 1975 | 1982 | 1990 | 1999 | 2008 |
| ---- | ---- | ---- | ---- | ---- | ---- | ---- |
| 535  | 579  | 526  | 530  | 456  | 462  | 450  |

## Экономика

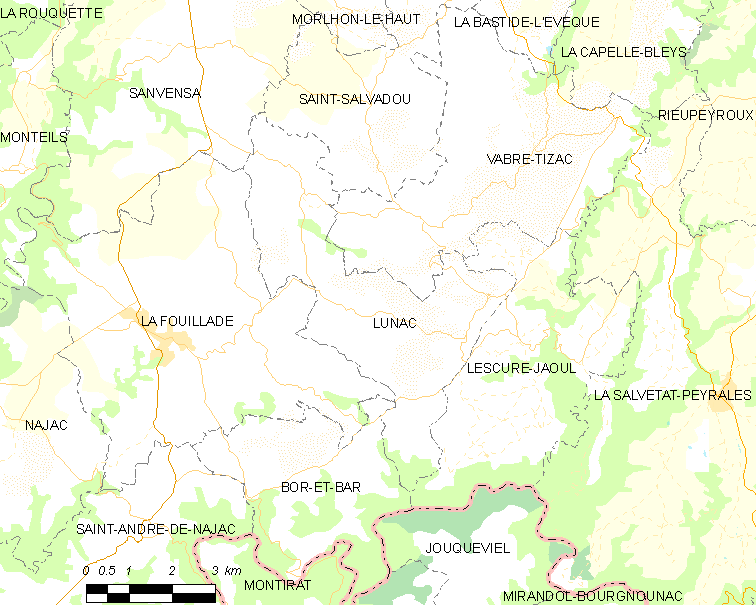
Карта коммуны

В 2007 году среди 217 человек в трудоспособном возрасте (15—64 лет) 164 были экономически активными, 53 — неактивными (показатель активности — 75,6 %, в 1999 году было 71,6 %). Из 164 активных работали 148 человек (80 мужчин и 68 женщин), безработных было 16 (5 мужчин и 11 женщин). Среди 53 неактивных 12 человек были учениками или студентами, 25 — пенсионерами, 16 были неактивными по другим причинам.

## Достопримечательности
- Церковь XII века. Памятник истории с 1937 года[3]